# Гіпергамія
Гіпергамія — у соціальних науках стосунки жінки, яка зустрічається або одружується з чоловіком, який має вищий за її власний соціальний статус або сексуальний капітал.
Антонім «гіпогамія» належить до зворотного: шлюб із чоловіком нижчого соціального класу або статусу. 
Термін гіпергінія використовується для опису загальної практики, коли жінки і чоловіки одружуються з рівними.

## Термін
Обидва терміни були винайдені на Індійському субконтиненті в ХІХ столітті під час перекладу класичних індуїстських правових книг, які використовували санскритські терміни anuloma і pratiloma відповідно для двох понять.

## Поширеність
Жінки все рідше одружуються з літніми чоловіками, оскільки нинішня соціально-економічна динаміка надає жінкам більше автономії. Гіпергамія не вимагає, щоб чоловік був старшим; швидше вимагає від нього вищого статусу.
Згідно з дослідженнями, в міру того, як суспільства стають більш статево рівними, уподобання жінок у виборі партнера також змінюються. Деякі дослідження підтверджують цю теорію, включно з аналізом 2012 року опитування 8953 осіб у 37 країнах, який виявив, що чим більшою є гендерна рівність у країні, тим частіше чоловіки та жінки повідомляли, що шукають однакові якості одне в одного, а не різні.

## Дослідження
Одне дослідження показало, що жінки вибірковіше вибирають шлюбних партнерів, ніж чоловіки. Дослідження, проведені по всьому світу, доводять, що жінки віддають перевагу шлюбу з партнерами, які є культурно успішними або мають високий потенціал стати культурно успішними. Наймасштабніше з цих досліджень охопило 10 000 осіб у 37 культурах на шести континентах і п'яти островах. У всіх культурах жінки оцінили «хороші фінансові перспективи» вище, ніж чоловіки. У 29 вибірках «амбіційність і працьовитість» потенційного партнера були важливішими для жінок, ніж для чоловіків. Метааналіз досліджень, опублікованих з 1965 по 1986 рік, виявив таку ж статеву різницю (Feingold, 1992). В усіх дослідженнях 3 з 4 жінок оцінювали соціально-економічний статус потенційного шлюбного партнера як більш важливий, ніж середньостатистичний чоловік.
Жіль Сен-Поль (2008) пропонує математичну модель, яка має на меті продемонструвати, що гіпергамія виникає тому, що жінки несуть більші втрати від моногамних шлюбів (враховуючи їх повільнішу репродуктивну активність і обмежений період фертильності порівняно з чоловіками), а отже, повинні компенсувати ці витрати шлюбом. Згідно з цим аргументом, шлюб знижує загальну генетичну якість її потомства, оскільки виключає можливість запліднення генетично більш якісним чоловіком, хоча і без його батьківських інвестицій, але це зниження може бути компенсоване більшими батьківськими інвестиціями з боку її генетично низькоякіснішого чоловіка.
Емпіричне дослідження вивчило переваги подружжя передплатників служби онлайн-знайомств в Ізраїлі, де було дуже різне співвідношення статей (646 чоловіків на 1000 жінок). Попри це спотворене співвідношення статей, вони виявили, що «щодо освіти та соціально-економічного статусу жінки в середньому виявляють більшу гіпергамічну вибірковість; вони віддають перевагу партнерам, які перевершують їх за цими рисами… тоді як чоловіки висловлюють бажання мати аналог гіпергамії, заснований на фізичній привабливості; бажають мати партнерку, який займає вище місце на шкалі фізичної привабливості, ніж вони самі».:51
Одне дослідження не виявило статистичних відмінностей у кількості жінок і чоловіків, які одружилися у вибірці з 1109 пар, які вперше одружилися в США.
Інше дослідження показало, що традиційні шлюбні практики, за яких чоловіки одружуються за освітою, не зберігаються надовго, якщо жінки мають освітню перевагу.
Додаткові дослідження вибору партнера в десятках країн по всьому світу виявили, що чоловіки та жінки віддають перевагу різним рисам, коли справа доходить до вибору партнера, при цьому обидві групи віддають перевагу привабливим партнерам загалом, але чоловіки, як правило, віддають перевагу молодим жінкам, а жінки — багатим, добре освіченим і амбітним чоловікам.
У статті 2016 року, яка досліджувала різницю в доходах між парами в 1980 і 2012 роках, дослідник Юе Цянь зазначив, що тенденція жінок одружуватися з чоловіками з вищими доходами, ніж їх власні, все ще зберігається в сучасну епоху.

## Уточнення
1. ↑  Не плутати з ботанічним терміном «гіпогінний».